# Nina Pontén
Nina Pontén, egentligen Eva Nina Jacobsson-Pontén, ursprungligen Danielsson, född 6 oktober 1960 i Göteborg, är en svensk skådespelare, regissör och översättare.

## Utbildning
Pontén studerade vid Teaterverkstan 1984–1985 och vid Teaterhögskolan i Stockholm 1986–1989.

## Karriär
Nina Pontén har varit verksam som skådespelare (främst inom teater) sedan 1984 med arbetsplatser som Stockholms stadsteater, Malmö Stadsteater, Uppsala Stadsteater, Parkteatern i Stockholm, Länsteatern i Örebro, Kronobergsteatern, Mittlänsteatern med flera.
Sedan 1996 har Pontén arbetat som skådespelare och medarbetare på Romateatern - som spelar William Shakespeare i Roma kloster sommartid på Gotland - där även med arbetsuppgifter som textbearbetning och nyöversättning av Romeo och Julia och Slutet gott, allting gott i samarbete med Thomas Segerström. På Romateatern har hon bl.a. gjort roller som Jessica i Köpmannen i Venedig, Emilia i Othello, Hippolyta och Titania i En midsommarnattsdröm och 2008 Borgmästarinnan i Revisorn av Nikolaj Gogol.
Sedan 2014 är Pontén konstnärlig ledare på Romateatern tillsammans med Stefan Marling.
Som översättare har hon översatt William Shakespeares The Comedy of Errors: Komedi av misstag 2014, Love's Labour's Lost: Fåfängt frieri 2015, Lika för lika 2016, Två herrars tjänare av Carlo Goldoni 2022 och Som ni vill ha det 2023.
Som regissör har Nina Pontén främst arbetat med Shakespeare på Thesbiteateret i Tønsberg, Norge, exempelvis Helligtrekongersaften 2001, En midsommernattsdrøm 2003 och Othello 2005.

## Familj
Nina Pontén är dotter till scenografen Ingvar Danielsson och skådespelaren Gunvor Pontén.

## Teaterroller
- Dottern i Harriet och Gunnar   Regi: Johan Bergenstråhle - 1972
- Loucetta i Figaros bröllop   Regi: Hans Wigren - 1984
- Armande i Lärda fruntimmer   Regi: Eva Sköld - 1988
- Lillan i Stridshästen   Regi: Thomas Oredsson - 1988
- Katarina i Demoner   Regi: Christian Tomner - 1989
- Minnie i Maratondansen   Regi: Fred Hjelm - 1989
- Anna-Britta i Haren och Vråken   Regi: Thomas Melander - 1990
- Gretchen i Mein Kampf   Regi: Ulf Fredriksson - 1990
- Dr Lorencova i Frestelser   Regi: Stefan Böhm - 1990
- Catherin i Sköldhammaren   Regi: Johan Hult - 1991
- Matheu i Historien om en häst   Regi: Eva Persson - 1992
- Maria i Dribblern   Regi: Jan Halldoff - 1992
- Kovan kommer, kovan går  Regi: Artillio Meurk - 1993–1994
- Jessica i Köpmannen i Venedig   Regi: Thomas Segerström - 1996
- Mari i Med ålderns rätt   Regi: Bernt Callenbo - 1997–1998
- Emilia i Othello   Regi: Thomas Segerström  - 2000
- Hippolyta och Titania i En midsommarnattsdröm   Regi: Thomas Segerström - 2002
- Margareta i Mycket väsen för ingenting   Regi: Thomas Segerström - 2004
- Diana i Mord och mysterier   Regi: Christer Holmgren - 2005–2006
- Borgmästarinnan i Revisorn   Regi: Thomas Segerström - 2008
- Phebe i Som ni vill ha det   Regi: Thomas Segerström - 2009
- Häxa / Lady MacDuff i Macbeth   Regi: Thomas Segerström - 2010

## TV-produktioner
- 1991 - TV-rättegångar - Regi: Göran Elwin
- 1979 - Godnatt jord - Regi: Keve Hjelm
- 1973 - Kärlek och långvantar - Regi: Hans Bergström

## Filmografi
- 1996 – Zorn - Regi: Gunnar Hellström